# Conchi Revuelta San Julián
Concepción Revuelta San Julián es una escritora española.

## Biografía
Sus estudios administrativos la llevaron a desarrollar su trabajo en una multinacional como secretaria de dirección. Durante años, su pasión por la escritura, quedó relegada a un segundo plano. En 2000 volvió a escribir en páginas de internet como Me gustaLeer, en redes sociales como Facebook y creó un blog. Animada por los comentarios que reciben sus relatos, decide ponerse a escribir de una manera más profesional y lo hace con un cuento infantil, Los Pegimun.
En 2013 publicó Aromas de Tabacos y Mar, una historia costumbrista que narra la vida de una cigarrera de la Fábrica de Tabacos de Santander en los años 50.
En 2018 publicó su tercera obra, Te di mi Palabra, también de estilo costumbrista, cuenta la historia de una ama de cría Pasiega. Esta historia se publica por primera vez con la Editorial Fanes, con portada del pintor cántabro José Higuera. Con esta obra, ficha por Penguin Random House. Meses después es Plaza&Janés el sello con el que se publica.

## Premios y reconocimientos
- 2019 Pregonera del Día de Cantabria, fiesta que se celebra el segundo domingo del mes de agosto en la villa cántabra de Cabezón de la Sal.[22][23][24]
- 2019 Nombrada hermana Cofrade del Hojaldre en la ciudad de Torrelavega, siendo su madrina Eva Bartolomé.[25]
- 2022. Mantenedora de las LVIII Justas Literarias de Reinosa
- 2022. Reconocimiento de las Villas Pasiegas por dar a conocer la idiosincrasia de la mujer pasiega.
- 2023. Pregonera del barrio de Tetuán y Barrio Camino.
- 2024. Pregonera de las fiestas de Nuestra Señora del Camino de Molledo.

## Obras
- Los Pegimun (2011) Editorial Kattigara.
- Aromas de Tabacos y Mar (2013) Editorial Popum Books,  Editorial Librucos.
- Te di mi Palabra (2018) Editorial Fanes. (2019, Plaza & Janés).
- Las mujeres de Las Carolinas (2023) Editorial Plaza & Janes.